# Alexarasniidae
Alexarasniidae – wymarła rodzina owadów nowoskrzydłych z rzędu nogoprządek, jedyna z monotypowego podrzędu Palembiodea. Jej zapis kopalny pochodzi z późnego permu i triasu, a skamieniałości znajdowane są na terenie Eurazji.
Małe owady, współcześnie znane wyłącznie z odcisków skrzydeł. Długość wydłużonego przedniego skrzydła wynosiła od 9,7 do 12,4 mm, a jego błona była pomarszczona. Żyłki radialna, medialna i przednia kubitalna rozwidlały się już blisko nasady, a ta ostatnia dawała od 4 do 8 słabych odgałęzień, niekiedy zajmujących dużą część powierzchni skrzydła. Żyłki medialne przednia i tylna mogły być nierozgałęzione lub krótko rozgałęzione. Przednia medialna nie była na żadnym odcinku zlana z przednią radialną. Występowały 2 lub 3 żyłki analne oraz normalnie wykształcona tylna żyłka kubitalna. Część analna skrzydła była stosunkowo szeroka. Wzdłuż przedniej żyłki radialnej rozwinięte były linie odgraniczające. Wzdłuż tylnej krawędzi skrzydła żyłki podłużne ze wstawkowymi włącznie były podgięte lub zapętlone, czasem tworząc żyłki otokowe. Żyłki poprzeczne były rozmieszczone rzadko i nieregularnie, miejscami przerywane przezroczystymi zmarszczkami wykształconymi z wklęśniętych żyłek wstawkowych. Podgięcie klawalne skrzydła biegło z przodu od tylnej żyłki kubitalnej.
Rodzinę Alexarasniidae wprowadził do taksonomii w 2011 roku Andriej Gorochow jako jednogatunkową i o niejasnej przynależności do rzędu. W 2015 Dimitrij Szczerbakow rozszerzył jej definicję, sklasyfikował ją w nowo utworzonym podrzędzie nogoprządek i podzielił ją na dwie podrodziny:
- Alexarasniinae Gorochov, 2011
- Nestorembiinae Shcherbakov, 2015

Łącznie należą doń cztery monotypowe rodzaje. Alexarasniinae znane są z późnego permu (lopingu) z terenu Rosji, a Nestorembiinae ze środkowego oraz przełomu środowego i górnego triasu z Francji i Kirgistanu.